# Kulturföreningen SLI
SLI, eller Skellefteås Lajvimperium, är en Skellefteåbaserad förening för främjandet av levande rollspel i alla dess former. Föreningen grundades 2004 under namnet Skellefteås Lajv-Imperium som systerförening till den något äldre rollspelsföreningen Skellefteås Rollspels-Imperium. Föreningen är ansluten till Sverok och var Västerbottens största förening för levande rollspel under 2004, 2005 och 2006.
Sommaren 2006 påbörjade föreningen ett treårigt projekt med stöd från Allmänna arvsfonden för att uppföra ett värdshus (att använda vid lajv) på föreningens lajvområde Treväga i Tällberg (i närheten av Norrlångträsk). Projektet fortsatte under 2007 och 2008.
Föreningen böt namn till Skellefteås kulturförening för Levande rollspel och Interaktiv teater under ett antal år. År 2021 beslutade årsmötet att återta det gamla föreningsnamnet Skellefteås Lajvimperium.
Föreningen använde fordom Lajvnorr som en viktig kontaktväg med medlemmar i den egna och andras föreningar.
Föreningen har genomfört en hel del mindre hantverkstillfällen och spel, och ordnat bland annat följande större lajv:
- Upplysningen, ett 1700-talslajv
- Försommarfesten 4: Ringar på vattnet, i samarbete med Arrangörsgruppen Fenix i Piteå
- Sagan om Lohelien: Gryningens tid, det första lajvet i Eterna-kampanjen
- Congressus Yavanion, ett high-fantasylajv
- Backstage 87, ett festivallajv
- Sagan om Lohelien: Stridens Skugga
- Tomtens Dvala, Ett 1800-tals folktrolajv
- Det Enda Landet: Ätternas Rike, i samarbete med Trollpack i Boden
- Sagan om Lohelien: Hycklarnas Marknad
- Congressus 2, den andra och avslutande delen i den kampanjvärlden.
- Eterna: Domarspiran (tidigare Sagan om Lohelien)
- Eterna: Stängda Portar
- Ljusordern 1
- Solstjärnans rike
- Eterna: Drömmars Land
- Ljusordern 2
- Eterna: Korsande Vägar
- Solstjärnans rike - Stormens Öga
- Ljusordern 3

## Treväga
Treväga är ett lajvområde som tillhör Kulturföreningen SLI, samt även namnet på den fiktiva byn i lajvkampanjen Eterna. Anläggningen påbörjades i maj 2006 och användes för första gången i juli det året. Det ligger i nordvästra Skellefteå kommun nära byn Tällberg.
Området är anlagt på björkbevuxna ängar och närbelägna klipphällar, myrar och skogar, och innefattar ett antal lägerplatser, ett timrat värdshus med två våningar i de centrala delarna, två ytterligare timrade byggnader med sovloft, smedja och nybben, samt ett hus med två våningar vid utkanten av området.
Värdshuset är huvudsakligen finansierat av Skellefteå kommuns fritidskontor, Allmänna arvsfonden och SLI.